# Franse kernwapens

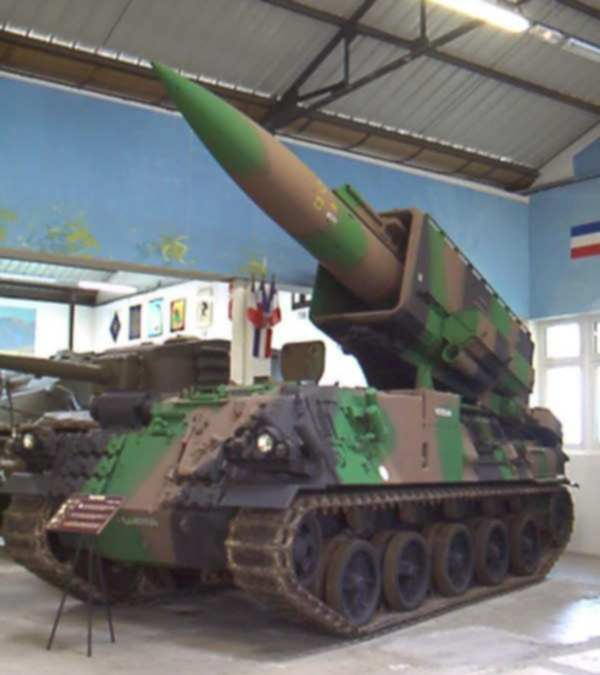
De AN-51 springkop van het Missile Pluton wapensysteem voor korte afstand op AMX-30 van de Franse landmacht

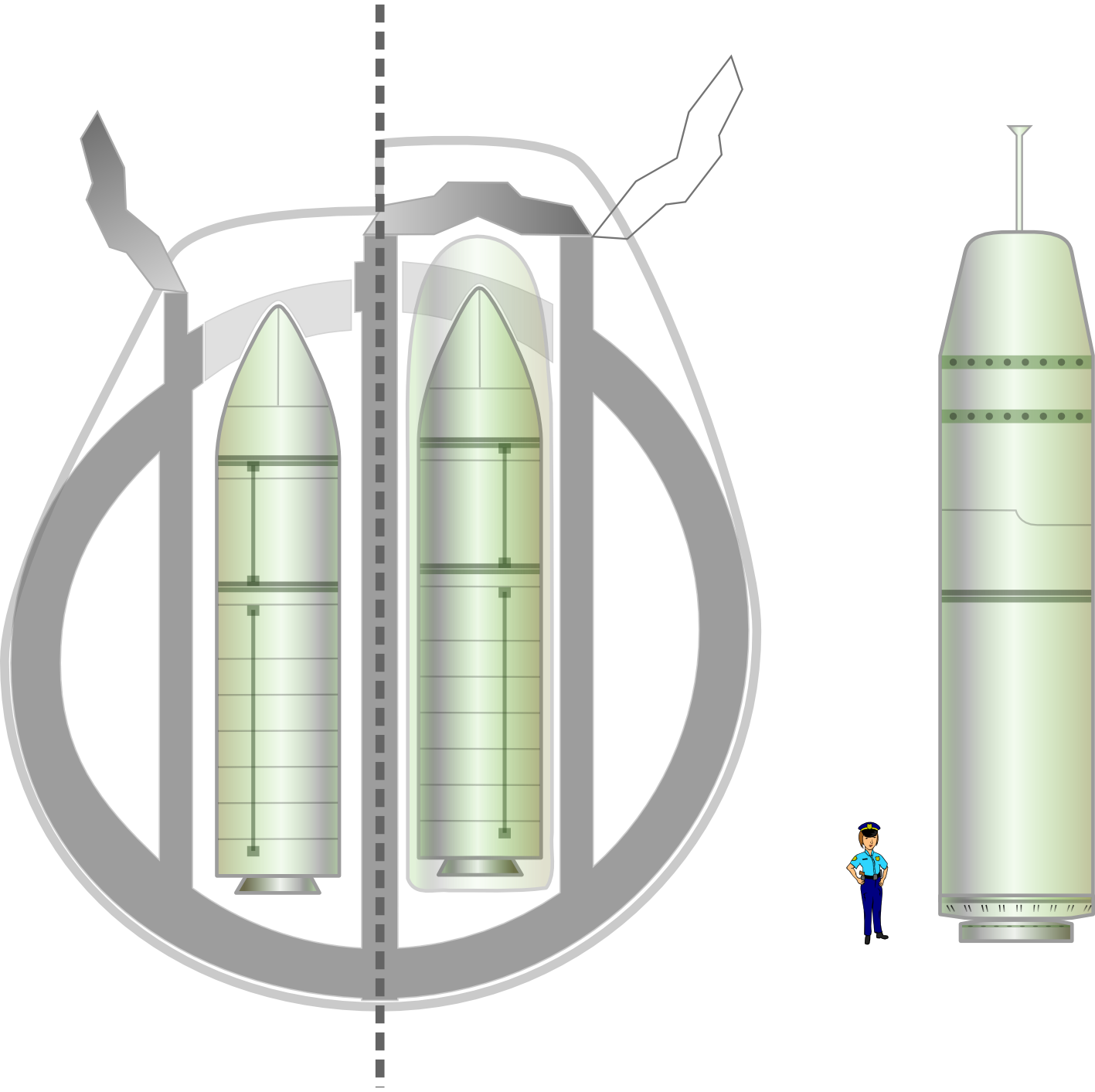
De TN-75 springkop wordt gebruikt in de Missile M45 (links) en Missile M51 (rechts) ICBM systeem in de Franse onderzeeboten

Frankrijk ontwikkelde zich na de Suezcrisis van 1956 op bevel van president Charles De Gaulle tot een kernmacht en heeft 300 kernwapens voor zowel de Franse landmacht, Franse luchtmacht en Franse marine getest, geproduceerd en onderhouden.
De Franse krijgsmacht heeft sinds de jaren 60 nabij de plaatsen Reggane en Taourirt in Algerije en op het atol Mururoa 210 kernproeven uitgevoerd, zowel boven- als ondergronds, onder water en in de lucht. De laatste serie op Mururoa was in 1996.
De volgende wapensystemen waren van de Koude Oorlog tot nu operationeel.
| Uitgefaseerd | wapentype    | van tot    | aantallen | sterkte       | inzetmiddel                                            |
| ------------ | ------------ | ---------- | --------- | ------------- | ------------------------------------------------------ |
| Type AN-11   | standoff bom | 1963-1973  | 40        | 60 kiloton    | Mirage IV/A luchtmacht                                 |
| AN-22        | standoff bom | 1973-1988  | 40        | 70 kiloton    | Mirage IV/A luchtmacht                                 |
| MR-31        | IRBM         | 1971-1983  | 18        | 130 kiloton   | Missile S2 in silo van de luchtmacht                   |
| MR-41        | IRBM         | 1972-1979  | 48        | 500 kiloton   | Missile M1 in onderzeeboten van de marine              |
| AN-51        | SRBM         | 1974-1993  | 70        | 10/25 kiloton | Missile Pluton op een AMX tank landmacht               |
| AN-52        | standoff bom | 1973-1991  | 100       | 25 kiloton    | Mirage III, Jaguar, luchtmacht, Super Etendard, marine |
| TN-60        | ICBM         | 1976- 1985 | 25        | 1 megaton     | Missile M2 in onderzeeboten van de marine              |
| TN-61        | ICBM         | 1978-1993  | 64        | 1 megaton     | Missile M2 in onderzeeboten van de marine              |
| TN-61        | ICBM         | 1980-1997  | 18        | 1megaton      | Missile S3 in silo van de luchtmacht                   |
| TN-70        | ICBM         | 1985-1997  | 96        | 150 kiloton   | Missile M4 in onderzeeboten van de marine              |
| TN-71        | ICBM         | 1987-2004  | 100       | 150 kiloton   | Missile M4B in onderzeeboten van de marine             |
| TN-80        | ASMP         | 1985-1996  | 18        | 300 kiloton   | Mirage IV/P luchtmacht                                 |
| TN-90        | SRBM         | 1992-1996  | 30        | 80 kiloton    | Force Hadès op tanks van de landmacht                  |

| Operationeel | wapentype | van tot     | aantallen | sterkte     | inzetmiddel                                                                |
| ------------ | --------- | ----------- | --------- | ----------- | -------------------------------------------------------------------------- |
| TN-81        | ASMP      | 1988- heden | 50        | 300 kiloton | Mirage 2000N luchtmacht                                                    |
| TN-81        | ASMP      | 1989- heden | 10        | 300 kiloton | Super Etendard marine                                                      |
| TN-75        | ICBM      | 1997- heden | 280       | 100 kiloton | Missile M45 in de 4 onderzeeboten van de Le Triomphantklasse van de marine |
| TNA          | ASMP      | 2007- heden | 47        | ??          | Mirage 2000N luchtmacht, Rafale C/M luchtmacht/marine                      |

TNA=tête nucléaire aéroportée de springkop voor de Air Sol Moyenne Portee ASMP-A raket; reeds operationeel.
| Toekomstig operationeel | wapentype | van tot | aantal | sterkte | inzetmiddel                                |
| ----------------------- | --------- | ------- | ------ | ------- | ------------------------------------------ |
| TNO                     | ICBM      | 2010 +  | ??     | ??      | Missile M51 in onderzeeboten van de marine |

TNO=tête nucléaire océanique de springkop voor de Missile M51 raket een nieuw geavanceerd penetratie wapensysteem voor de marine in de toekomst.

## Opslaglocaties
De posities van alle oude en nieuwe Franse nucelaire wapen opslaglocaties zijn te vinden op onderstaande Zone Interdite link. De posities kunnen op Google Earth/Maps worden weergegeven.